# إيفرسون
إيفرسون (واشنطن) (بالإنجليزية: Everson, Washington)‏ هي مدينة تقع في الولايات المتحدة في مقاطعة واتكوم، واشنطن. يقدر عدد سكانها بـ 2,481 نسمة ومساحتها 3.26 كم2 وترتفع عن سطح البحر 26 متر.

## التركيبة السكانية
قام مكتب تعداد الولايات المتحدة بتحديد بيانات التركيبة السكانية لإيفرسونفي تعداد الولايات المتحدة. في ما يلي، التركيبة السكانية حسب تعدادي 2000 و2010.

### تعداد عام 2000
بلغ عدد سكان إيفرسون 2,035 نسمة بحسب تعداد عام 2000، وبلغ عدد الأسر 684 أسرة وعدد العائلات 525 عائلة مقيمة في المدينة. في حين سجلت الكثافة السكانية 1,661.6 نسمة لكل ميل مربع (641.5/كم2). وبلغ عدد الوحدات السكنية 727 وحدة بمتوسط كثافة قدره 593.6 نسمة لكل ميل مربع (229.2/كم2).
وتوزع التركيب العرقي للمدينة بنسبة 85.06% من البيض و 2.16% من الأمريكيين الأصليين و 0.98% من الأمريكيين ذوي الأصول الآسيوية و 0.54% من الأمريكيين الأفارقة و 3.24% من عرقين مختلطين أو أكثر.
بلغ عدد الأسر 684 أسرة كانت نسبة 46.5% منها لديها أطفال تحت سن الثامنة عشر تعيش معهم، وبلغت نسبة الأزواج القاطنين مع بعضهم البعض 59.9% من أصل المجموع الكلي للأسر، ونسبة 12.0% من الأسر كان لديها معيلات من الإناث دون وجود شريك، وكانت نسبة 23.2% من غير العائلات. تألفت نسبة 18.6% من أصل جميع الأسر من أفراد ونسبة 7.0% كانوا يعيش معهم شخص وحيد يبلغ من العمر 65 عاماً فما فوق. وبلغ متوسط حجم الأسرة المعيشية 3.40، أما متوسط حجم العائلات فبلغ 2.97.
بلغ العمر الوسطي للسكان 30 عاماً. وكانت نسبة 8.8% بين الثامنة عشر والأربعة وعشرون عاماً، ونسبة 31.2% كانت واقعةً في الفئة العمرية ما بين الخامسة والعشرون حتى والأربعة وأربعون عاماً، ونسبة 16.6% كانت ما بين الخامسة والأربعون حتى الرابعة والستون، ونسبة 8.7% كانت ضمن فئة الخامسة والستون عاماً فما فوق. يوجد لكل 100 أنثى 93.3 ذكر، ويوجد لكل 100 أنثى في الثامنة عشر من عمرها فما فوق 90.0 ذكر.
بلغ متوسط دخل الأسرة في المدينة 35,313 دولار، أما متوسط دخل العائلة فبلغ 40,568 دولار. وكان متوسط دخل الذكور 33,942 دولار مقابل 20,547 دولار للإناث. وسجل دخل الفرد الخاص بالمدينة 13,700 دولار. وكانت نسبة 14.3% من العائلات ونسبة 18.0% من السكان تحت خط الفقر، وكان من هؤلاء نسبة 21.4% تحت سن الثامنة عشر ونسبة 9.5% في الخامسة والستين من العمر وما فوق.

### تعداد عام 2010
بلغ عدد سكان إيفرسون 2,481 نسمة بحسب تعداد عام 2010، وبلغ عدد الأسر 819 أسرة وعدد العائلات 619 عائلة مقيمة في المدينة. في حين سجلت الكثافة السكانية 2,000.8 نسمة لكل ميل مربع (772.5/كم2). وبلغ عدد الوحدات السكنية 864 وحدة بمتوسط كثافة قدره 696.8 لكل ميل مربع (269.0/كم2).
وتوزع التركيب العرقي للمدينة بنسبة 75.3% من البيض و 2.5% من الأمريكيين الأصليين و 0.7% من الأمريكيين ذوي الأصول الآسيوية و 0.3% من الأمريكيين الأفارقة و 4.5% من عرقين مختلطين أو أكثر.
بلغ عدد الأسر 819 أسرة كانت نسبة 45.8% منها لديها أطفال تحت سن الثامنة عشر تعيش معهم، وبلغت نسبة الأزواج القاطنين مع بعضهم البعض 56.7% من أصل المجموع الكلي للأسر، ونسبة 12.0% من الأسر كان لديها معيلات من الإناث دون وجود شريك، بينما كانت نسبة 7.0% من الأسر لديها معيلون من الذكور دون وجود شريكة وكانت نسبة 24.4% من غير العائلات. تألفت نسبة 19.9% من أصل جميع الأسر من أفراد ونسبة 8.1% كانوا يعيش معهم شخص وحيد يبلغ من العمر 65 عاماً فما فوق. وبلغ متوسط حجم الأسرة المعيشية 3.46، أما متوسط حجم العائلات فبلغ 3.03.
بلغ العمر الوسطي للسكان 29.8 عاماً. وكانت نسبة 32.2% من القاطنين تحت سن الثامنة عشر، وكانت نسبة 10.6% بين الثامنة عشر والأربعة وعشرون عاماً، ونسبة 28.9% كانت واقعةً في الفئة العمرية ما بين الخامسة والعشرون حتى والأربعة وأربعون عاماً، ونسبة 20.1% كانت ما بين الخامسة والأربعون حتى الرابعة والستون، ونسبة 8.1% كانت ضمن فئة الخامسة والستون عاماً فما فوق. وتوزع التركيب الجنسي للسكان بنسبة 48.8% ذكور و51.2% إناث.